# Lex Canuleia
A lex Canuleia a Római Köztársaság i. e. 445-ben meghozott törvénye. A törvény – Titus Livius elbeszélése alapján – Caius Canuleius néptribunus kezdeményezésére született meg, és célja a patriciusok és plebeiusok közötti házasság engedélyezése, aminek tilalmát a tizenkét táblás törvények XI. szakasza foglalta írásba i. e. 451 körül.
A latin források hivatkoznak még Lex de conubio patrum et plebis néven is a törvényre.